# In a Manner of Speaking
In a Manner of Speaking – singel Martina L. Gore’a, lidera grupy Depeche Mode, promujący album Counterfeit e.p.. Zawiera wersję utworu amerykańskiego zespołu Tuxedomoon.

## Wydany w krajach
- Francja (7”)
- RFN (7”)

## Informacje
- Nagrano w
- Produkcja
- Teksty i muzyka

## WydaniaIntercord
- numer katalogowy: INT 182.659, wydany 1989, format: 7", kraj: RFN:
  1. In a Manner of Speaking - 4:14
  2. In a Manner of Speaking - 4:14

## WydaniaVirgin
- numer katalogowy: SA 1248, wydany 1989, format: 7", kraj: Francja:
  1. In a Manner of Speaking - 4:14
  2. In a Manner of Speaking - 4:14